# Animación sociocultural
La Animación Sociocultural se ha consolidado como una metodología de la intervención socioeducativa. Acciones de práctica social dirigidas a animar, dar vida, poner en relación a los individuos y a la sociedad en general, mediante la utilización de instrumentos que potencien el esfuerzo y la participación social y cultural. El concepto “animación” puede presentar dos significados complementarios cuya raíz etimológica puede ser el de “anima” (dar vida) o el de "animus" (poner en relación).
Cuando nos referimos a la animación sociocultural, estamos haciendo referencia a una práctica educativa fundamental para el desarrollo democrático y sostenible de las comunidades locales, así como para el desarrollo armónico de las distintas individualidades que conforman cada una de estas comunidades sociales.
La animación sociocultural en cuanto práctica educativa está ligada directamente con las estrategias de cambio y transformación social. Este anhelo de cambio social, entendido tanto como transformación, mejora, o superación de condicionamientos e injusticias sociales, ha sido una constante en el discurso y la praxis de animadoras y animadores socioculturales.
En el esfuerzo de clarificar y delimitando sus márgenes, José María Barrado García matiza que "la ASC no es una educación mecanicista y culturalista; no es popularización, no es entretenimiento; no es la utilización de técnicas, no es política; no es una acción generosa; no es una suma de acciones inconexas; no es un calendario de actividades; no es una política institucional asfixiante; no es un trasplante de modelos externos y no es una mercantilización" 
Autores como Ander-Egg, E,  destacan de esta disciplina que es promotora de valores como el pluralismo, la concienciación/concientización, la libertad, participación.

## Definiciones de Animación Sociocultural
Son numerosas las definiciones que tratan de definir la animación sociocultural, por ejemplo las siguientes:
- "La animación sociocultural es el conjunto de prácticas sociales que tienen como finalidad estimular la iniciativa y participar de las comunidades en el proceso de su propio desarrollo y en la dinámica global de la vida sociopolítica en que están integradas". (UNESCO).
- "La Animación sociocultural intenta la toma de conciencia participativa y creadora de las comunidades en proceso de su propia organización y lucha. (Dirección General de Asuntos Culturales. Ministerio de Educación y de Cultura).
- "Un conjunto de técnicas sociales que, basadas en una pedagogía participativa, tiene por finalidad promover prácticas y actividades voluntarias, que con la participación activa de la gente, se desarrollan en el seno de un grupo o comunidad determinada, y se manifiesta en los diferentes ámbitos del desarrollo de la calidad de la vida" (Ezequiel Ander-Egg).
- "Conjunto de esfuerzos que tienden a estimular la participación activa en las actividades culturales y en el movimiento de innovación y de expresión personal y colectiva" (Hugues de Varine).
- "La animación sociocultural se considera como una acción tendente a crear el dinamismo social allí donde no existe, o bien favorecer la acción cultural y comunitaria, orientando sus actividades hacia el cambio social". (Antonio del Valle).
- "El proceso que se dirige a la organización de las personas para realizar proyectos e iniciativas desde la cultura y para el desarrollo social". (Fernando Cembranos, David H. Montesinos y María Bustelo).

- Conjunto de acciones realizadas por individuos, grupos o instituciones sobre una comunidad (o sector de la misma) y en el marco de un territorio concreto, con el propósito principal de promover en sus miembros una actitud de participación activa en el proceso de su propio desarrollo tanto social como cultural. (Trilla, 1997)[7]
- Conjunto de acciones que tienden a ofrecer al individuo la posibilidad de convertirse en agente de su propio desarrollo y del de su comunidad, que generar procesos de participación. (De Castro, 1997)[8]
- Instrumento privilegiado para hacer posible y potenciar una situación de democracia cultural. (Puig Rovira, J. M. 1987).[9]
- Conjunto de prácticas sociales que tienen por finalidad estimular la iniciativa y la participación de las comunidades en el proceso de su propio desarrollo y en la dinámica global de la vida sociopolítica en que están integradas (Simpson, J. A. 1980)[9]
- Un tipo de educación (social) que aporta una determinada manera de motivar y enseñar a participar, mediante la implicación de los destinatarios en la realización de proyectos socioculturales de su interés, con el fin de liberar sus capacidades (Ventosa,V.J. 2016)[10]

## Orígenes de la Animación Sociocultural
Para autores/as como Charles Delorme la Animación Sociocultural ha existido siempre vinculando sus orígenes al momento en que las personas se agrupan, y comienzan a buscar estrategias para organizarse grupalmente y facilitar procesos individuales. Sin embargo, es en Francia donde se identifica por primera vez el término “animación”. Fue en 1950 registrada en una reunión de la UNESCO en Mondsee (Austria). Pero no es hasta 1965 cuando se registra la expresión “animation sucioculturelle” y “animateur” que en aquel momento eran muy frecuentes en debates culturales. Por lo que podemos reconocer como es en el contexto francófono donde se empieza a conceptualizar la animación sociocultural.
Por otra parte, en su origen más próximo están los movimientos de Educación Popular y de Educación de Adultos, como los Ateneos y Universidades Populares, los principios de la Escuela Nueva, de la que recoge sus propuestas metodológicas la Animación Sociocultural. Estos movimientos cobran fuerza tras la II Guerra Mundial, apoyados por partidos políticos, agentes sociales, iglesias, el movimiento laico y el «scout» en el campo de la juventud, con un marcado sentido revitalizador y de reconstrucción social y cultural. A partir de la mitad del siglo XX, comienzan a surgir grandes asociaciones y federaciones de carácter nacional e internacional tendentes a potenciar objetivos, metodologías y técnicas que se han considerado propias de la Animación.
En España los movimientos de Animación Sociocultural son históricamente hablando, bastante recientes. Las Misiones Pedagógicas a principios del siglo XX con el espíritu de la Educación Popular y los movimientos de renovación pedagógica son la antesala de la Animación Sociocultural.
Entre finales del s. XIX y s. XX hasta la guerra civil, que trunca muchas de estas aspiraciones, se dan iniciativas como las Colonias de Vacaciones, las Casas del Pueblo, los Ateneos, la Escuela Moderna de Ferrer y Guàrdia, las Universidades Populares y la inspiración de la Institución Libre de Enseñanza. 

## La Figura del Animador
El Animador es la figura de referencia dentro de los grupos, lo que podríamos llamar "líder". Entiendo líder como la figura que da cohesión al grupo, crea las condiciones para que el grupo cumpla sus objetivos, motiva a los participantes para que todos aporten sus recursos y participen en la toma de decisiones, afrontar los problemas y resolverlos: el animador debe ser este tipo de líder dentro de su grupo. 
Aunque esta sería la definición más acertada de lo que un animador debe ser, podemos identificar tres tipos de Animadores/Líderes dentro de un grupo:
- Animador Autoritario
  - Controla todos los aspectos del proyecto.
  - El grupo no puede decidir los objetivos, estos son decididos únicamente por el animador.
  - No acepta sugerencias ni desviaciones en el objetivo que ha marcado.
  - Muy poca comunicación con el grupo, el ambiente es hostil y competitivo pero eficaz.
  - No se hace evaluación e impone su manera personal de hacerla evitando que su figura sea cuestionada.

- Animador Democrático
  - Se anticipa a ciertas situaciones y dialoga con el grupo para introducir mejoras.
  - La elección de los objetivos nace del grupo, el Animador tan solo les ayuda a elegir.
  - Propone procedimientos y actividades pero siempre dando al grupo la oportunidad de añadir o cambiar cualquier aspecto de los mismos. Las decisiones se toman por consenso o votación.
  - Le da mucha importancia a la evaluación permitiendo que se evalúen todos los aspectos posibles.
  - Que el grupo critique su trabajo no supone un problema, es una oportunidad para crecer.
    - Animador Pasivo
      - Hace un planteamiento general de las actividades y después deja el grupo vaya solo, dejando en muchas ocasiones que los objetivos sean decididos por líderes naturales dentro del propio grupo.
      - No hace ninguna propuesta, el grupo hace aquello que quiere aunque no sea beneficioso para ellos.
      - El grupo suele tener la sensación de perdida de tiempo y de falta de eficacia.
      - La evaluación se hace de una manera general y muy superficial en la que nadie aprende nada.

## Proyecto de Animación Sociocultural
La animación sociocultural suele ponerse en práctica a través de los denominados proyectos de ocio y tiempo libre mediante los cuales el animador aplica los principios de la animación sociocultural directamente sobre un grupo.
Estos proyectos suelen formar parte de programas más extensos, que cubren un periodo de tiempo dentro de un grupo muy concreto, estos proyectos que se realizan dentro del campo de lo social (educativo, formativo, reivindicativo, cultural...) pretenderá y tendrá como objetivo primordial cambiar una cierta realidad social acorde a los deseos del equipo o las instituciones donde vaya a actuar.
Estos proyectos son llevados a cabo por los denominados animadores o monitores de tiempo libre formando grupos de varios miembros, de ahí la vital importancia de los proyectos.
Para elaborar un proyecto de la manera más eficiente, se deben tener en cuenta los siguientes puntos:
- Análisis de la realidad sobre la que se quiere actuar
  - En este proceso intentamos obtener todos los datos posibles sobre el grupo con el que vamos a trabajar.
- Objetivos
  - Aquello que el equipo de animadores considera que se debe hacer.
- Metodología
  - ¿De que manera vamos a llegar a esos objetivos?
- Programación de actividades
  - Lista de las actividades concretas que vamos a realizar con el grupo.
- Evaluación
  - Una vez terminado el proyecto es importante ver en que medida nuestro análisis de la realidad nos ha ayudado a realizar el proyecto, como hemos influido en el grupo y si hemos conseguido nuestros objetivos.

## Recorrido histórico
La animación sociocultural es lo que da categoría al relato histórico de las clases sociales de una nación.

### Década 1970-1980
En este período hay un impulso de la profesión desde el Consejo de Europa. Los hitos históricos que marcan esta época son:
1. Simposio de Rotterdam (1970): Nace el proyecto de animación sociocultural y la posibilidad de orientar las políticas culturales para estimular la democracia cultural a través de programas de animación.
2. Simposio de San Remo (1972): Se define el concepto de animación sociocultural y se describe como liberación cultural.
3. Simposio de Bruselas (1974): Se producen varios intentos de definir el perfil del animador, las funciones y su problemática.
4. Simposio de Reading (1976): Se adapta la animación sociocultural a los nuevos tiempos, adquiriendo un carácter instrumental y motivador. Se marcan los principios y directrices de la animación.
5. Conferencia de Oslo (1976): Se implanta la animación en los gobiernos europeos.

### Década 1980-1990
Esta década está marcada por las siguientes reuniones:
1. Coloquio de Delfos (1980): Se configura la nueva sociedad europea, en cuatro pilares esenciales:
  1. Libertad/seguridad.
  2. Materialismo/espiritualidad.
  3. Racionalidad/afectividad.
  4. Naturaleza/producción.
2. Tercera conferencia de Ministros de Cultura (1981): Se establecen las finalidades culturales de desarrollo.
3. Conferencia de Helsinki (1982): Se acepta el concepto de democracia cultural.
4. Cuarta Conferencia de Ministros de Cultura (1983): Se firma la declaración europea sobre objetivos culturales y se ratifica la dimensión cultural del ser humano.
5. Encuentros de Cultura y sociedad (1983): Se trabaja sobre la comprensión terminológica de la animación sociocultural y se habla sobre la utilidad de la animación sociocultural burocratizada.
6. Declaración de Bremen (1983): Se tratan los siguientes aspectos:
  1. Las nuevas formas de participación en la vida cultural.
  2. En política local, se habla sobre las iniciativas individuales y/o colectivas de los ciudadanos.
  3. Los jóvenes y su participación como ciudadanos.
  4. Posibilidades culturales del turismo en la ciudad.
  5. Nuevas formas de financiamiento de las actividades culturales.

## La profesión de Animación Sociocultural en España
En España con la transición se lleva a cabo una reforma profunda del sistema educativo tratando de ponerse al día con el resto de los países europeos que ya contaban con una educación pública y universal. Ley General de Educación de 1970 fue sustituida por la Ley Orgánica General del Sistema Educativo (LOGSE), de 1990, con la que se institucionaliza la Animación Sociocultural por una parte entra en la universidad y se constituye como una profesión socioeducativa siendo uno de los pilares junto a la Educación Especializada y la Educación Popular de la Educación Social. En la década de los 90 por lo tanto, la animación sociocultural, pasa de ser acción voluntaria y/o técnicos/as con formación informal a profesionalizarse como línea y ámbito prioritario de la Educación Social y mediante una nueva figura profesional denominado, esta vez sí, «animador/a sociocultural». Como técnico/a superior en animación sociocultural un título profesionalizador que se obtiene de cursar dos cursos del ciclo formativo de grado superior en Animación Sociocultural.
Posteriormente regulado por la Ley Orgánica de Educación (LOE), en el año 2006. El Ministerio de Educación de España proporcionaba la siguiente información:

### Requisitos de acceso
Acceso directo:
- Título de Bachiller o Segundo de Bachillerato de cualquier modalidad de Bachillerato experimental.
- Título de Técnico Superior o Especialista.
- Haber superado el curso de Orientación Universitaria o equivalente.

Acceso alternativo:
- Superar una prueba de acceso al ciclo formativo. La edad mínima es de 19 años en el año que se realiza la prueba o 18 para quienes poseen el título de Técnico relacionado con el ciclo al que se desea acceder.
- Mediante convalidación de otros estudios post-obligatorios.

### Funciones de la profesión
- Organización, planificación y gestión de una pequeña empresa de actividades de tiempo libre y socioeducativas.
- Organización, dinamización y evaluación de proyectos de intervención comunitaria.
- Organización, dinamización y evaluación de proyectos de animación cultural.
- Organización, dinamización y evaluación de proyectos de animación de ocio y tiempo libre.

### Ámbito de la profesión
- Sector servicios sociculturales y a la comunidad público y privado.
- Empresas privadas del sector.
- Empresa propia.

### Salidas profesionales
- Animador sociocultural.
- Animador cultural.
- Animador comunitario.
- Animador de centro de atención social o sanitario.
- Animador de ocio y tiempo libre.

Especializaciones (tras un período de adiestramiento y adaptación):
- Animador por sectores de edad (niños, jóvenes, ancianos, mujeres, adultos, etc.)
- Animador de grupos de dificultad social (discapacitados, ancianos, menores, marginación, inmigración , etc.) Animador de barrio.
- Animador de centros de atención sanitaria (hospitales, psiquiátricos, etc.)
- Animador de equipamientos sociales (centros de día, residencias, residencias asistidas, centros de menores, cárceles, etc.)
- Animador de equipamientos culturales (museos, bibliotecas, centros culturales, etc.)
- Animador de equipamientos de tiempo libre (parques naturales, centros deportivos, actividades al aire libre (parques naturales, centros deportivos, actividades al aire libre y en la naturaleza, centros de recursos, ludotecas, etc.)

### Plan de formación
Los estudios forman un curso de 1.700 horas de duración. La formación se realiza:
- Animación de ocio y tiempo libre.
- Animación y dinámica de grupos.
- Desarrollo comunitario.
- Animación cultural.
- Organización y gestión de una pequeña empresa de actividades de tiempo libre y socioeducativas.
- Metodología de la intervención social.
- Formación y Orientación Laboral (F.O.L.)

En empresas, al finalizar la formación en el centro educativo, completándola y realizando actividades propias de la profesión:
- Formación en Centros de Trabajo (F.C.T.)

Se actualiza y vuelve a regular la Formación Profesional en Animación Sociocultural en el año 2013 mediante el Orden ECD/82/2013, de 23 de enero, por la que se establece el currículo del ciclo formativo de grado superior correspondiente al título de Técnico Superior en Animación Sociocultural y Turística, actualmente en vigencia.